# Церковь истинного Иисуса
«Церковь истинного Иисуса» (кит. 真耶穌教會, англ. True Jesus Church) — международная независимая реставрационистская церковь пятидесятнического происхождения. Создана в Пекине в 1917 году. Является ответвлением протестантской ветви христианства и относится к пятидесятникам-унитариям. Является одной из трёх местных китайских церквей, существовавших до установления коммунистического правления в Китае в 1949 году.
Церковь насчитывает приблизительно 2,5 миллиона членов по всему миру. Наибольшее число членов «Церкви истинного Иисуса» имеется в Китае, Индии, на Тайване, в Сингапуре, Малайзии и Гонконге. Международная ассамблея церкви в настоящее время располагается в Лос-Анджелесе, США.
В 1995 году «Церковь истинного Иисуса» открыла отделение в Московской области.

## Вероучение

### Пять основных принципов
Крещение Святым Духом
Принятие Святого Духа, проявляющегося в глоссолалии, является гарантией нашего наследования Царства Небесного.
Водное крещение
Крещение водой — это таинство, совершаемое ради отпущения грехов и возрождения. Крещение должно совершаться в естественной воде, такой как река, море, или источник. Креститель, который уже получил крещение водой и Святым Духом, проводит крещение от имени Господа Иисуса Христа. А крестящийся должен быть целиком погружен в воду со склонённой головой, лицом вниз.
Омовение ног
Таинство омовения ног позволяет соединяться с Господом Иисусом. Оно также служит постоянным напоминанием о том, что нужно любить, иметь святость, смирение, уметь прощать и служить Богу. По отношению к каждому человеку, который получил водное крещение, должно быть совершено таинство омовения ног во имя Иисуса Христа. Взаимное омовение ног может осуществляться всякий раз, когда это уместно.
Святое причастие
Святое причастие — это таинство в ознаменование смерти Господа Иисуса Христа. Оно позволяет вкусить плоть и кровь нашего Бога и стать с Ним единым целым, чтобы обрести вечную жизнь и воскреснуть в Судный день. Это таинство должно совершаться как можно чаще. Используйте одну облатку (пресный хлеб) и виноградный сок.
День субботний
День отдохновения, седьмой день недели (суббота), является священным
днем, благословенным и освященным Богом. Этот день должен быть соблюден в
ознаменование Божьего сотворения мира и спасения, с надеждой на вечный отдых в жизни.

### Десять статей веры
В 80-х годах XX века пять основных доктрин веры были дополнены ещё пятью дополнительными «Положениями веры», став, таким образом, «Десятью Статьями» основ верований последователей Церкви истинного Иисуса:
Иисус Христос
Иисус Христос — Слово, ставшее плотью — умер на кресте во искупление грехов человеческих, воскрес на третий день и вознесся в Рай небесный. Он является единственным спасителем человечества, Создателем небес и земли, и только Он есть единственный и истинный Бог.
Библия
Святейшая Библия, состоящая из Ветхого и Нового Заветов, вдохновлена Богом, и является единственной библейской истиной, и стандартом для жизни христиан.
Спасение
Спасение дано Божьей милостью через веру. Верующие должны положиться на Святого Духа для того, чтобы стать святыми, прославлять Бога и полюбить всех людей.
Церковь
Церковь истинного Иисуса, основанная нашим Господом Иисусом Христом, через Святой Дух во время времени «последнего дождя», это истинная восстановленная церковь апостольского времени.
Окончательное суждение
Второе пришествие Христа произойдет в Последний День, когда Он спустится с небес для того, чтобы судить мир: праведники получат вечную жизнь, грешники будут вечно осуждены.

### Наименование церкви
Наименование Церкви истинного Иисуса содержит несколько богословских заявлений и «имеет духовный смысл». Теологи движения указывают на библейские отрывки, называющие Бога «истинным» (Иоан. 3:33, Иоан. 17:3, 1Фес. 1:9). Иисус также называл себя «истиной» (Иоан. 14:6) или «истинной виноградной лозой» (Иоан. 15:1). Так как Бог желает создать церковь «во имя Своё» (Деян. 15:14-18), следовательно название церкви должно нести имя Бога, т. е. Иисуса (Мф. 1:21, Иоан. 17:11,26). Церковь истинного Иисуса таким образом «возвышает имя Бога и называет Его Христом».

## История церкви

### Исторические предпосылки
Успешные попытки евангелизировать Китай несторианами из Персии (635—845 гг. н. э.), римскими католиками, включая иезуитов (1265 г., 1601—1724 гг.) были недолговечны. Христиане утратили расположение китайских императоров, поэтому действовали спорадически и подпольно.
Первые протестантские миссионеры начали работу на территории Китая в 1807 году после прибытия из Шотландии Роберта Моррисона. После Первой опиумной войны в 1840-х годах миссионеры со всего мира стали приезжать в Китай. Хадсон Тейлор в 1865 году основал Внутреннюю миссию.
В XIX веке было отмечено большое увеличение числа христиан-китайцев. В 1900 году в стране насчитывалось почти 111 тыс. протестантов наряду с 1600 китайскими рабочими-христианами и 2 тыс. миссионерами.

### Движение пятидесятников в Китае и основание «Церкви истинного Иисуса»
Первыми пятидесятническими миссионерами в Китае были супруги Гарр, участвовавшие в пробуждении на Азуза-стрит и прибывшие в Гонконг в 1907 году. Позже в Шанхае была основана Миссия апостольской веры.
После «восстания боксеров» и преследований в начале XX века многие китайские христиане поддержали «Движение трех самостоятельностей», которое продвигало стратегию самоуправления, самоподдержки и самораспространения, для того чтобы уменьшить иностранное влияние и вмешательство в жизнь китайских церквей. Многие поместные церкви обнищали.
Три основоположника «Церкви истинного Иисуса» также поддерживали эту идею и решили порвать с существовавшей пятидесятнической церковью. Это были Пол Вэй Эньбо (ум. 1919), Чжан Линьшэнь (род. 1863) и Варнава Чжан (1882-1960). Чжан Линьшэнь был диаконом пресвитерианской церкви, пережившим в 1909 году опыт крещения Духом Святым. Пол Вэй, верующий церкви британских конгрегационалистов, перешёл в пятидесятничество после исцеления от серьёзного заболевания. Варнава Чжан был обращён в христианство Чжан Линьшэнем в 1912 году. В 1917 году в Пекине была создана первая община Церкви истинного Иисуса. 
Из материкового Китая движение перекинулось на Тайвань (1927), юго-восточную Азию (1927) и на Гавайи (1930). Штаб-квартира вскоре переехала в Нанкин (1926), затем в Шанхай (1927). К 1949 году, к моменту создания Китайской Народной Республики Церковь истинного Иисуса стала одной из крупнейшей христианской конфессией в стране с 700 церквами и 120 тыс. членами.

### Современное состояние церкви
В 1950 году была прекращена связь между общинами материкового Китая и за пределами Китая. К этому времени общины движения существовали в Малайзии, Индии, Индонезии, Японии и Корее. Длительное время церковь материкового Китая подвергалась репрессиям. В 1975 году делегаты второй всемирной конференции на Тайване создали Международную Ассамблею Церкви истинного Иисуса. К этому времени церковь была представлена в США (1965). Первая община Церкви истинного Иисуса в Европе появилась в 1976 году в Великобритании. С 1979 года церковь присутствует в Африке (Нигерия), с 1982 года — в Австралии. 
В 1985 году, в соответствии с решением четвёртой всемирной конференции, офис Международной Ассамблеи переехал в Лос-Анджелес. К концу 80-х годов была восстановлена связь между общинами Международной ассамблеи и церквами материкового Китая. Впоследствии управление церковью было разделено на четыре центра в Америке, Европе, Северо-восточной Азии и Юго-восточной Азии. По состоянию на 2010 год Церкви истинного Иисуса присутствовали в 58 странах мира, в том числе в 12 странах Европы.